# マツダ・ランティス
ランティス（LANTIS）は、かつてマツダが製造・販売していた小型乗用車である。

## 概要
ボディは4ドアクーペ（実際は5ドアハッチバック）とセダンの2種類があるが、もともとは別車種として開発されていた。ファミリアアスティナ/ユーノス100の統合後継車種という扱いであり、海外では前出2車種の名称を引き継いで323F/323 Astinaの名称で販売された。
プラットフォームはマツダ・CBプラットフォームを採用。ランニングプロトタイプおよび最終試作車の開発をニュルブルクリンクで実施している。デザインやハンドリングとともに安全性能にも力を入れており、1996年の衝突安全基準適合第1号となった。
エンジンは1.8Lで直列4気筒のBP型と、2.0LでV型6気筒のKF型の2種類である。KF型エンジンはクロノスと同じ形式だが、ランティスに搭載されたものには吸排気系の見直しなどが行われており、出力が10馬力増している。
CAR GRAPHIC誌による発売当時の誌上テストにおいて、0-400mタイム16.0秒を記録した。これは当時のCAR GRAPHIC誌のテスト記録の中で、2.0L自然吸気エンジン車としての最高記録であった。
独特なデザインが受け入れられなかったことや、マツダの多チャンネル化の失敗によるブランドイメージの悪化もあって、日本国内での販売は伸び悩んだ。日本国内では1997年に販売終了となったが、日本国外輸出仕様の生産は継続された。
4ドアクーペに関しては、1994年から始まった「自然吸気2,000cc フロントエンジンの4ドア車両」で行われる全日本ツーリングカー選手権（JTCC）への参戦を強く意識し、他社が直4エンジン搭載車で参戦表明をする中、唯一新型車両にV6エンジンを搭載したため、前評判が非常に高かった。しかし、実際にはトヨタや日産勢に加え、FFセダンで参戦したオペルや、重量ハンデを付けられるFRであえて参戦してきたBMWなどの海外勢どころか、当初苦戦していたホンダにすら勝てないことが多く、結果的にレースの途中からより重量バランスやボディ剛性に優れたファミリアセダンにその役を譲ることとなった。1994年の世界ツーリングカーカップにマツダ・323ランティスとして参戦。ドライバーは現在もイギリスツーリングカー選手権において活躍している、マット・ニール。

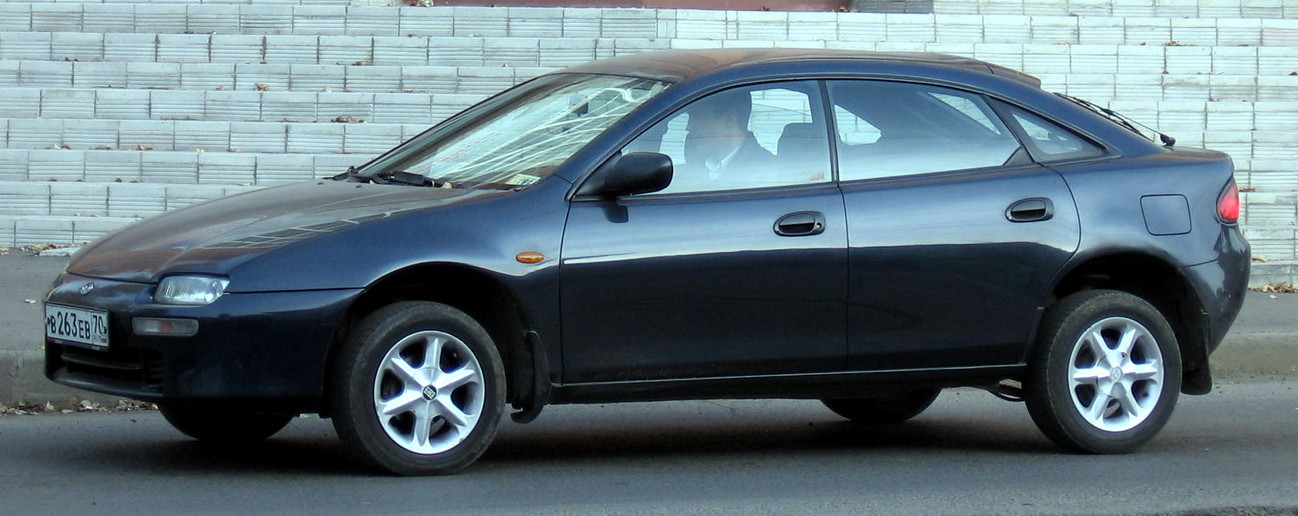
323アスティナ（輸出仕様車）
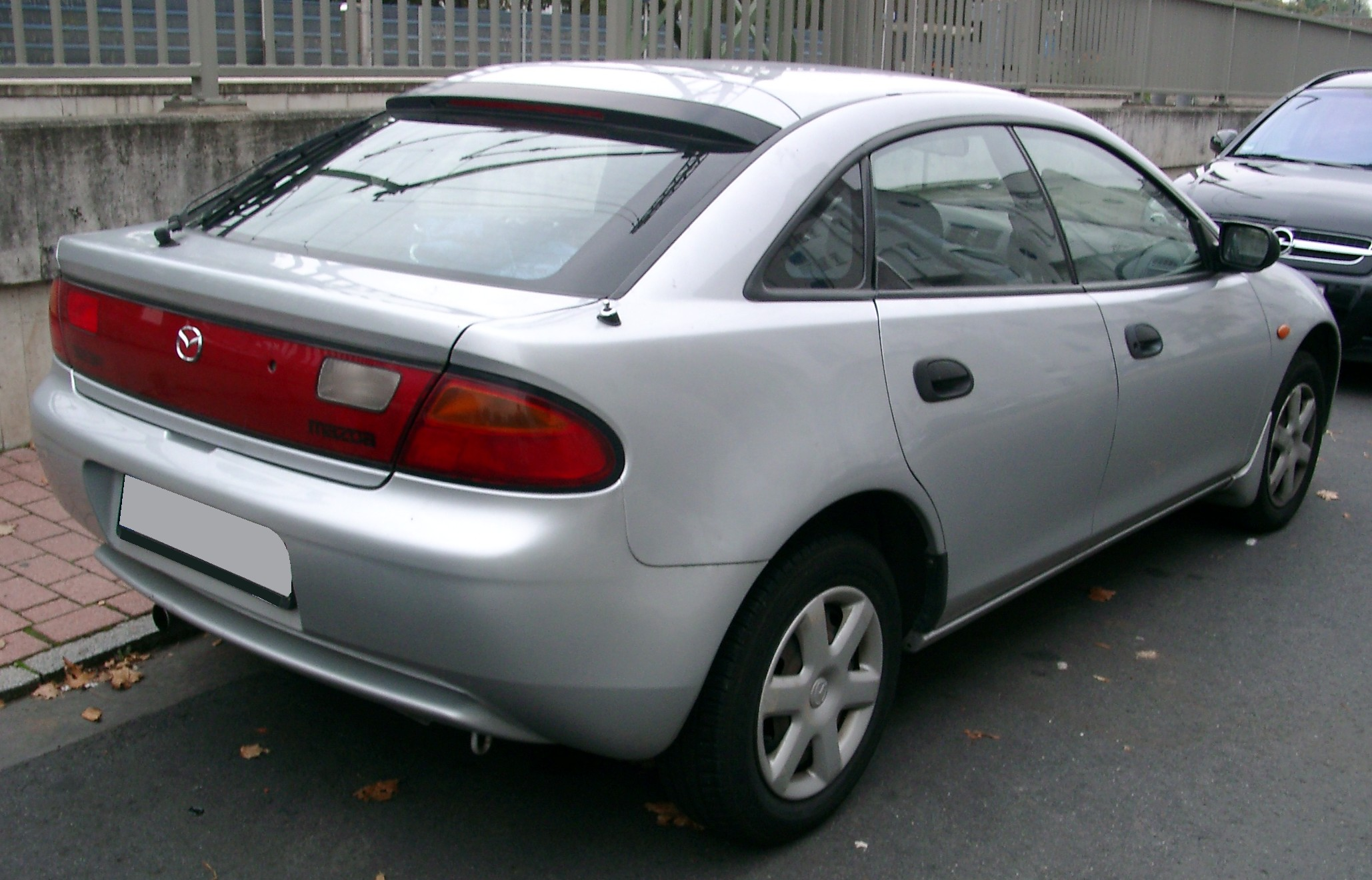

## 初代 CBA8P/CBAEP型（1993年-1997年）
- 1993年8月24日 - セダン、クーペ発表。
  - 9月1日 - セダン、クーペ発売。
- 1994年2月 - クーペの限定車、「タイプGリミテッド」発売。
  - 6月 - クーペのボディーカラーを変更。
- 1995年7月 - 一部改良し、クーペにボディーカラー（シャストホワイト）を追加。
- 1996年8月 - マイナーチェンジし、ボディーカラーを一新する。
- 1997年5月[4] - 国内生産終了。
- 1997年12月[5] - 国内販売終了。海外向け生産は1998年のファミリアS-ワゴン登場まで継続。

## マツダスピードエアロ
- マツダスピード製のランティス用リアスポイラーは、極めて特徴的なデザインであった。

## 販売店
当時マツダは販売チャンネルが5系列があり、そのうちマツダ店、アンフィニ店、ユーノス店の3系列で販売されていた。
その後、ユーノス店が消滅した後はマツダ店、アンフィニ店のみで販売された。

## 車名の由来
- ラテン語のLatens Curtis（秘密の城という意味）に由来する造語。